# Station Lauterbourg
Station Lauterbourg is een spoorwegstation in de Franse gemeente Lauterbourg.
Hierlangs rijden treinen naar Straatsburg en, noordwaarts, naar het Duitse Wörth am Rhein.

## Treindienst
| Serie      | Treinsoort | Route                                                      | Bijzonderheden |
| ---------- | ---------- | ---------------------------------------------------------- | -------------- |
| TER 830700 | TER (SNCF) | Strasbourg-Ville – Bischheim – Hoenheim Tram – Lauterbourg |                |